# Gustav Klitgård Dahl
 Der er flere personer med dette navn, se Gustav Dahl.
Gustav Klitgård Dahl (født 21. januar 1996) er en dansk tidligere fodboldspiller, der spillede hele sin karriere på midtbanen for Silkeborg IF.

## Karriere

### Silkeborg IF
Dahl skrev under på sin første kontrakt i sommeren 2014. Han fik sin debut i Superligaen den 31. maj 2015, da han blev skiftet ind i stedet for Adeola Runsewe i det 82. minut i et 1-2-nederlag til AaB.
Han nåede dog aldrig rigtig at etablere sig som fast mand på holdet. Han nåede i alt 65 ligakampe, inden han i sommeren 2023 indstillede karrieren.

### Landshold
Dahl nåede at få to venskabskampe for Danmark U/20 i 2017.